# Laura Deas
Laura Deas (Wrexham, 19 de agosto de 1988) es una deportista británica que compite en skeleton.
Participó en dos Juegos Olímpicos de Invierno, en los años 2018 y 2022, obteniendo una medalla de bronce en Pyeongchang 2018, en la prueba femenina. Ganó una medalla de plata en el Campeonato Mundial de Skeleton de 2023, en la prueba de equipo mixto.

## Palmarés internacional
| Juegos Olímpicos   | Juegos Olímpicos            | Juegos Olímpicos  | Juegos Olímpicos |
| Año                | Lugar                       | Medalla           | Prueba           |
| ------------------ | --------------------------- | ----------------- | ---------------- |
| 2018               | Pyeongchang (Corea del Sur) | Medalla de bronce | Individual       |
| Campeonato Mundial |                             |                   |                  |
| Año                | Lugar                       | Medalla           | Prueba           |
| 2023               | Sankt Moritz (Suiza)        | Medalla de plata  | Equipo mixto     |